# Ниндзё
Ниндзё (яп. 人情 Ninjō) (человеческие эмоции или сострадание) по-японски — человеческое чувство, которое дополняет и противоречит ценности гири, или социальных обязательств, в японском мировоззрении. Вообще говоря, ниндзё — это человеческое чувство, которое неизбежно возникает в конфликте с социальными обязательствами. Поскольку ниндзё — это культурно-специфический термин, валидность или важность этой концепции зависит от широкого диапазона точек зрения, неразрывно связанных с точкой зрения человека на нихондзинрон, — комплекс исследований об уникальности японцев.

## Понятие
Ниндзё примерно переводится как «человеческое чувство» или «эмоция», а также может интерпретироваться как особый аспект этих терминов, такой как щедрость или сочувствие к слабым. Классический пример ниндзё — это самурай, который влюбляется в неприемлемого партнёра (возможно, кого-то из низкого социального класса или кого-то из вражеского клана). Как лояльный член своего клана, он тогда разрывается между обязательствами перед своим феодалом и своими личными чувствами, и единственное возможное решение — синдзю или двойное самоубийство из-за любви. Это демонстрирует, насколько гири превосходит ниндзё в японском мировоззрении, поскольку последнее может ослабить преданность человека своему долгу.